# Norske tog
Norske tog AS ist ein norwegisches Staatsunternehmen. Es wurde gegründet, um den Personenverkehrsbetreibern auf dem norwegischen Schienennetz die Vermietung von Schienenfahrzeugen anzubieten. Das Unternehmen ist im Besitz des Ministeriums für Verkehr und Kommunikation (Samferdselsdepartementet). Im Herbst 2016 übernahm das Unternehmen den größten Teil der Fahrzeuge von NSB.
Zusätzlich zum Leasing vorhandener Fahrzeug legt Norske tog die Anforderungsspezifikationen für die Beschaffung neuer Fahrzeuge bereit und beschafft Detailinformationen zu älteren Fahrzeugen, wenn der Hersteller nicht mehr existiert.

## Materiellselskapet AS
Das Unternehmen wurde von NSB am 16. Juni 2016 unter dem vorübergehenden Namen Materiellselskapet AS im Rahmen der Vorbereitungen für die Umstrukturierung des Eisenbahnsektors im Zusammenhang mit der Eisenbahnreform der Regierung Solberg gegründet. Am 15. Oktober 2016 nahm das Unternehmen den Betrieb auf, als es die meisten Fahrzeuge von der Muttergesellschaft NSB übernahm.
Nicht übertragen wurden die auf der Flåmsbana verwendeten Fahrzeuge, da der dortige Verkehr bis 2027 vom Wettbewerb ausgenommen ist. Ebenso ausgenommen waren die für die Hilfszugabteilung NSB Berging og Beredskap Jernbane benötigten Fahrzeuge, das an Bane NOR übertragen wurden. NSB mietet die Züge zu einem monatlichen Festpreis.
Materiellselskapet AS beantragte am 21. Februar 2017 die Buchstabenfolge „NOR“ als Eigentumskennzeichen (VKM) und erhielt am 27. Februar 2017 dafür die Genehmigung von der Europäischen Eisenbahnagentur (ERA). Die Kennzeichnung gilt seit dem 1. März 2017. Seither sind die Fahrzeuge in Verbindung mit der europäischen Fahrzeugnummer (EVN) mit „N-NOR“ gekennzeichnet.

## Togmateriell AS
Am 1. September 2016 gründete das Ministerium für Verkehr und Kommunikation die Firma Togmateriell AS, die am 1. April 2017 das Eigentum an der Firma Materiellselskapet AS übernahm. Gleichzeitig wurde der offiziellen Name in Norske tog AS geändert.
Die Internetdomain norsketog.no gehörte zuvor zu Firma PH Norge AS, wurde jedoch in diesem Zusammenhang aufgekauft.

## Fahrzeuge
Norske tog AS besaß im Oktober 2016 246 Triebwagen, 135 Reisezugwagen und 22 Lokomotiven. Die folgende Tabelle enthält die am 15. Oktober 2016 von NSB übernommenen sowie später angeschaffte Fahrzeuge. Die Anzahl innerhalb der einzelnen Typen hat sich auf Grund von Ausmusterungen und Neulieferungen geändert.
| Baureihe           | Type                                     | Verwendung                   | Anzahl     | Bemerkungen | Hersteller                                  | Bild |
| ------------------ | ---------------------------------------- | ---------------------------- | ---------- | --- | ------------------------------------------- | ---- |
| Di 4               | dieselelektrische Lokomotive             | Fernzug                      | 4          | Nr. 653 am 24. Oktober 2024 nach Unfall verschrottet | Henschel (1981)                             |      |
| El 18              | elektrische Lokomotive                   | Fernzug                      | 17         | Gilt nur für die 2241–2248 und 2254–2262. 2249–2253 sind weiterhin im Eigentum von NSB. | ADtranz, SLM (1996–1997)                    |      |
| Fde                | Generatorwagen                           | Fernzug                      | 3          | Generatorwagen zur Stromversorgung der Züge auf der Nordlandsbane im Winter |                                             |      |
| NSB Type 69        | elektrischer Triebwagenzug               | Nahverkehrszug               | 38         | Ältere Züge werden laufend ausgemustert. 62 Einheiten waren am 1. Januar 2016 in Betrieb. Stand 29. Juli 2019: * 13 Stück Type 69 – Serie C * 15 Stück Type 69 – Serie D * 10 Stück Type 69 – Serie H | Strømmen (1970–1993)                        |      |
| NSB Type 70        | elektrischer Triebwagenzug               | Regionalzug                  | 16         | | Duewag, Strømmen, Vst. Sundland (1992–1996) |      |
| NSB Type 72        | elektrischer Triebwagenzug               | Nahverkehrszug               | 36         | | AnsaldoBreda (2001–2004)                    |      |
| NSB Type 73        | elektrischer Triebwagenzug               | Regional- und Fernzug        | 20         | 14 A-Einheiten für Fernzüge, 6 B-Einheiten für Regionalzüge | ADtranz (1999–2001)                         |      |
| NSB Type 74        | elektrischer Triebwagenzug               | Regionalzug                  | 40         | 13 weitere Einheiten wurden 2018 bestellt und werden von Stadler Polen gebaut | Stadler (2010–)                             |      |
| NSB Type 75        | elektrischer Triebwagenzug               | Lokalzug                     | 63 + 20    | 20 Einheiten: Unterbaureihe 75-2 mit alternativer Inneneinrichtung | Stadler (2012–2020)                         |      |
| Norske tog Type 76 | Bimodaler Triebwagenzug                  | Lokalzug                     | 14         | 2 Einheiten wurde 2020, 12 2021 geliefert | Stadler (2020–2021)                         |      |
| Norske tog Type 77 | elektrischer Triebwagenzug               | Lokalzug                     | 30         | 30 am 10. Januar 2022 bestellt; Planeinsatz ab 2025 | Alstom (2024–)                              |      |
| Norske tog Type 79 | elektrischer und bimodaler Triebwagenzug | Fernzug                      | 10 + 4 + 3 | zehn elektrisch und vier bimodal drei noch nicht festgelegt Bestellung 2023 / Lieferung ab 2025 | Stadler (2024–)                             |      |
| NSB Type 92        | Dieseltriebwagenzug                      | Nahverkehrs- und Regionalzug | 14         | | Duewag (1984–1985)                          |      |
| NSB Type 93        | Dieseltriebwagenzug                      | Regionalzug                  | 15         | | Bombardier (2000–2002)                      |      |
| Type 5             | Reisezugwagen                            | Fernzug                      | 56         | Stand 29. Juli 2019: * 6 Stück A5-1 – Komfortwagen 1. Klasse * 25 Stück B5-3 – Sitzwagen 2. Klasse * 8 Stück B5-5 – Sitzwagen 2. Klasse (davon 8 Plätze für Tiermitnahme) * 8 Stück BC5-3 – Sitz- und Familienwagen 2. Klasse * 9 Stück FR5-1 – Speisewagen                                                                                       | Strømmen (1977–1981)                        |      |
| Type 7             | Reisezugwagen                            | Fernzug                      | 59         | Stand 29. Juli 2019: * 8 Stück A7-1 – Komfortwagen 1. Klasse * 17 Stück B7-4 – Sitzwagen 2. Klasse * 8 Stück B7-5 – Sitzwagen 2. Klasse (davon 8 Plätze für Tiermitnahme) * 8 Stück B7-6 – Sitzwagen 2. Klasse (Verbot für Tiere) * 8 Stück BC7-1 – Sitz- und Familienwagen 2. Klasse * 2 Stück F7-1 – Fahrradwagen * 8 Stück FR7-3 – Speisewagen | Strømmen (1982–1988)                        |      |
| WLAB-2             | Schlafwagen                              | Nachtzug                     | 20         | | Strømmen (1986–1987)                        |      |

## Weitere Beschaffungen

### Regionalverkehr
Norske tog hat am 10. Januar 2022 mit Alstom einen Vertrag über den Bau von 30 sechsteiligen Coradia-Nordic-Triebzügen abgeschlossen. Eine Option über die Lieferung von weiteren 170 Triebzügen wurde vereinbart. Der Auftrag hat einen Wert von etwa 20 Milliarden Kronen. Die Triebzüge sollen ab 2023 gebaut und ab 2024 in Norwegen getestet werden. Im Jahr 2025 soll der Einsatz auf der Østfoldbanen beginnen.
Norske tog AS hat die Lieferanten in Bezug auf Umwelt, Menschenrechte und soziale Verantwortung bewertet. Doch der Vertragsabschluss löste in Norwegen heftige Reaktionen aus. Nach Ansicht der Parteien Sosialistisk Venstreparti (SV) und Rødt sowie von Landsorganisasjonen i Norge (LO), dem größten norwegischen Gewerkschaftsdachverband, hätte der Auftrag laut Torgeir Knag Fylkesnes (SV) nicht an Alstom vergeben werden dürfen, da Alstom auf der Schwarzen Liste der UNO von Unternehmen steht, die in den israelischen Siedlungen im Westjordanland tätig sind, was laut Sicherheitsrat völkerrechtswidrig ist. Fylkesnes möchte zumindest verhindern, dass die Vertragsoption für die weiteren 170 Züge eingelöst wird. Es handelt sich um ein Bahnprojekt in Ost-Jerusalem, das Alstom auch bestätigt hat. Das externe Rechtsgutachten, das Norske Tog daraufhin beauftragt hatte, sowie alle Due-Diligence-Prüfungen hätten keine Einschränkungen ergeben.

### Fernverkehr
Da die im Fernverkehr eingesetzten Lokomotiven und Wagen das Ende ihrer Lebensdauer erreichen, enthält der norwegische Staatshaushalt für 2022 einen Vorschlag zum Kauf neuer Fernverkehrszüge. Es ist vorerst geplant, 17 Züge zu erwerben. Das vorläufige Investitionsvolumen wird auf 6,5 Mrd. NOK geschätzt, mit einem Limit von 8 Mrd. NOK. Der noch auszuwählenden Lieferanten kann einen Vertrag mit einer Option für insgesamt 100 Züge erhalten. Folgende Hersteller wurden von Norske Tog zur Angebotsabgabe eingeladen: Stadler, Alstom Transport Norwegen AS, CAF und Talgo. In Betrieb gehen sollen die Züge  ab 2026.